# Syphon Filter (serie)
Syphon Filter es una serie de videojuegos en tercera persona publicada por Sony y desarrollada por Sony Bend (antes conocida como Eidetic). Es conocida por poner a disposición del videojugador tresnos de diversión y trepidancia a go-go. Sus juegos han sido publicados en las videoconsolas PlayStation, PlayStation 2 y PlayStation Portable. Actualmente, la serie consta de seis videojuegos, tres exclusivos para PS, uno exclusivo para PS2 y dos más una expansión para PSP junto con relanzamientos para PS2. La saga, especialmente su primera entrega, cosechó críticas favorables. Su personaje principal es Gabriel Logan y en la serie, Syphon Filter es el nombre dado al misterioso virus letal.

## Virus Syphon Filter
Syphon Filter es un arma biológica de última generación, capaz de afectar y eliminar a lugares y grupos étnicos específicos, mientras no afecta a otros. El virus es tan poderoso que se puede programar para que afecte a parabólicas específicas en el planeta y fue presuntamente creado por la misteriosa mega corporación farmacéutica llamada Pharcom. Todos los terroristas de este juego lo han utilizado para bioterrorismo y para extorsionar a los gobiernos más poderosos del mundo.

## Serie de videojuegos Syphon Filter

### Syphon Filter(1999)
Syphon Filter fue lanzado en el año 1999. Es el primer videojuego de la serie y consta de 20 niveles de juego. Trata sobre la búsqueda del terrorista Erich Rhoemer en Washington y Kazajistán, las conspiraciones de La Agencia y traiciones inimaginables.
Principales enemigos:
- Mara Aramov
- Anton Girdeux
- Pavel Kravitch
- Helicóptero ruso KI-33
- Erich Rhoemer

### Syphon Filter 2(2000)
Syphon Filter 2 fue lanzado en el año 2000. Es el segundo videojuego de la saga y consta de 21 niveles de juego. Empieza donde terminó el primero, con Gabe saliendo de Kazajistán y los CBDC dirigidos a los Estados Unidos. El juego se centra en conseguir discos y códigos de cifrado, junto con subsecuentes traiciones por sus compañeros.
Principales enemigos:
- Steven Archer
- Dillon Morgan
- Uri Gregorov (impostor)
- Jason Chance
- Lyle Stevens

### Syphon Filter 3(2001)
Syphon Filter 3 fue lanzado en el año 2001. Es el tercer videojuego de la saga y consta de 19 niveles de juego. En esta entrega, el tiempo regresa a los inicios de la conspiración, narrando todos los detalles faltantes de la historia y cómo se detiene la propagación del virus.
Principales enemigos:
- Erich Rhoemer
- Mara Aramov
- Nigel Cummings
- Tanque Soviético T-64

### Syphon Filter: The Omega Strain (2004)
Syphon Filter: The Omega Strain fue lanzado en el año 2004. Es el cuarto videojuego de la saga y consta de 18 niveles de juego. Fue la primera entrega en PlayStation 2, en la se presentó un gran cambio: el jugador debe crear a un personaje para avanzar en los niveles. Gabe Logan ya no puede ser utilizado, pues no forma parte de La Agencia. Igualmente, se presentó el modo de pasar el juego acompañado de otros usuarios en línea. Esta entrega no fue bien recibida por las críticas.
Principales enemigos:
- Andre Proust
- Soren Masson
- Tanque Soviético
- Ivao Ryusaki

### Syphon Filter: Dark Mirror (2006)
Syphon Filter: Dark Mirror fue lanzado en el año 2006. Es el quinto videojuego de la saga y consta de 23 niveles de juego y 5 mini-niveles agregados. Fue la primera entrega en la PlayStation Portable. Tomó todas las ventajas de las capacidades del sistema en línea. Se realizó su lanzamiento para PlayStation 2 algunos meses más tarde.
Principales enemigos:
- Red Jack
- Black King
- White Scorpion
- Touchstone
- Singularity
- Tanque UN (con Goren Zivmovic dentro)

### Syphon Filter: Logan's Shadow (2007)
Syphon Filter: Logan's Shadow fue lanzado en el año 2007. Es el sexto videojuego de la saga y consta de 22 niveles de juego. En esta entrega, Gabe Logan, que ha regresado desde Dark Mirror decide salir en busca de Lian Xing, de quien se ha perdido el rastro. Junto con muchas dificultades en La Agencia, decide ir solo en busca de ella, pues se presume que es una doble agente.
Principales enemigos:
- Fahid Tamer
- Sergeyev
- Spetsnaz Chopper
- Sergei Kudrenko
- Malak
- Ghassan al' Bitar

## Armamentos de Syphon Filter
Dentro de la saga, se puede tener acceso a una gran variedad de armas de fuego. Todas son armas reales con diferentes nombres, lo que le da al juego mucho realismo. Están detalladas a continuación, junto con su versión verdadera:

## Armamento de Syphon Filter 1
- 9MM con silenciador (Glock 19 con silenciador)
- Escopeta (Remington 870)
- Escopeta de Combate (Remington 1100)
- Pistola.45 (M1911A1.45)
- Rifle de Asalto M16 - (Fusil M16)
- Pistola automática G-18 (Glock 18C)
- Sub Ametralladora (SMG) HK-5 (HK MP5K, HK MP5SD6, HK MP5A5)
- Biz-2 (PP-19 Bizon)
- Rifle de Asalto K3G4 (G3KA4)
- Rifle de Asalto PK-102 (AK-102)
- Taser aéreo (taser ficticio con rango y baterías infinitas)
- Granadas de gas - (Granada (arma))
- Lanzagranadas M79 (con tiempo de disparo ficticio)
- Explosivos C-4 - (C-4)
- Sniper rifle (SIG 550 Sniper, con silenciador, mira telescópica e indicador de objetivos)
- Sniper rifle de visión nocturna (Dragunov Sniper Rifle)
- Granadas incendiarias. - (Granada (arma))

## Armamento de Syphon Filter 2
- Cuchillo de Combate (KBAR)
- 9MM (Glock 19)
- 9MM con silenciador (Glock 19 con silenciador)
- Rifle de Asalto M16 - (Fusil M16)
- Biz-2 (PP-19 Bizon)
- Pistola automática G-18 (Glock 18C)
- Sub Ametralladora (SMG) HK-5 (HK MP5K, HK MP5SD6, HK MP5A5)
- Uas-12 (USAS-12)
- Escopeta (Remington 870)
- Rifle de Asalto PK-102 (AK-102)
- Rifle de Asalto K3G4 (G3KA4)
- Lanzagranadas M79 (con tiempo de disparo ficticio)
- Rifle de Asalto H-11 (Heckler & Koch G11)
- Sniper rifle (SIG 550 Sniper, con silenciador y vista ficticia)
- Sniper rifle de visión nocturna (Dragunov Sniper Rifle)
- Taser de mano
- Taser aéreo (taser ficticio con rango y baterías infinitas)
- Granadas incendiarias - (Granada (arma))
- Granadas de gas - (Granada (arma))
- Explosivos C-4 - (C-4)
- Lanzagranadas De Gas Lacrimógeno (MGL con munición lacrimógena)
- Ballesta - (Ballesta (arma))

## Armamento De Syphon Filter 3
- 9MM (Glock 19)
- Pistola.45 (M1911A1.45)
- Falcon - (Desert Eagle)
- AUG Assault Rifle Steyr AUG
- Escopeta Maks (HK CAWS)
- Mil-15 (SPAS 15 con munición ficticia)
- Pistola automática Mars (Ares FMG)
- Pistola semiautomática Spyder Skorpian (Škorpion vz. 61)
- Pistola automática G-18 (Glock 18C)
- Rifle de Asalto PK-102 (AK-102)
- Rifle de Asalto K3G4 (G3KA4)
- Rifle de Asalto M16 - (Fusil M16)
- Rifle de Asalto H-11 (Heckler & Koch G11)
- Sniper rifle (SIG 550 Sniper, con silenciador y vista ficticia)
- Sniper rifle de visión nocturna (Dragunov Sniper Rifle)
- Uas-12 (USAS-12)
- Escopeta (Remington 870)
- Taser aéreo (taser ficticio con rango y baterías infinitas)
- Ballesta - (Ballesta (arma))
- Lanzagranadas M79 (con tiempo de disparo ficticio)
- Explosivos C-4 - (C-4)
- Cuchillo De Combate (KBAR)
- Granadas de gas - (Granada (arma))
- Granadas incendiarias. - (Granada (arma))

## Personajes de Syphon Filter

### Gabriel Logan
Gabriel Logan, también conocido como Gabe, es un delegado de La Agencia (que tras una reforma se denominó la Agencia Internacional de Consulta Presidencial) y es el personaje principal de la saga Syphon Filter. Gabe ha aparecido en todos los títulos de la saga. En el video del final de la última entrega de la saga, Syphon Filter: Logan's Shadow, se muestra el cuerpo de Gabe ensangrentado tras una disputa para salvar a Lian, y no se conoce si sobrevivió. Su voz fue grabada por John Chacon en los tres primeros juegos, y por James Arnold Taylor en los restantes.

### Lian Xing
Lian Xing es una delegada de La Agencia, y es la principal compañera de Gabe durante sus misiones. Conoció a Gabe durante una misión en Afganistán mientras los dos estaban encargados de un proyecto contra los Soviéticos. Nacida en Kashi, China, es la encargada de darle el apoyo táctico a Gabe durante sus misiones. Debido a que se conoce que su apoyo es vital para él, durante la saga es secuestrada en muchas ocasiones. En la última entrega de la saga, Syphon Filter: Logan's Shadow, se descubre que Lian antes era la ministra de Seguridad de Estado en China. Se conoce que tienen un esposo llamado Shen al cual todos están buscando y se descubre que ella está enamorada de Gabe. Su voz fue grabada por Ava Fang en la 1.ª entrega; por Zoe Galvez en la 2.ª y 3.ª entrega y por Kim Mai Guest en las siguientes entregas.

### Teresa Lipan
Teresa Lipan es una delegada oficial de la ATF, una agencia especial de los Estados Unidos. Empezó a trabajar en La Agencia en 1994, pero tras los sucesos de conspiración, la abandona. Conoció a Logan mientras fue emboscada en el oeste de Montana, cuando Logan, trabajando encubierto, pudo ayudarla a sobrevivir y a rescatar a otras personas.
En el videojuego Syphon Filter 2, Teresa le dio apoyo a Gabe mientras Lian estaba secuestrada. En Syphon Filter 3, fingió su muerte para poder espiar a un terrorista y atender a agentes federales heridos. En las demás entregas, Teresa trabaja como apoyo en varios departamentos del I.P.C.A., brindando labores de inteligencia a todos los agentes. Su voz ha sido grabada por Shannon Tilton en todas las entregas.

### Lawrence Mujari
Lawrence Mujari es un amigo de Teresa que llegó en el Syphon Filter 2. Él era un soldado de la Fuerzas de Defensa de Sudáfrica, durante el apartheid. También se conoció, debido a su testimonio en el Syphon Filter 3, que era parte del Congreso Nacional Africano, en el que resolvía problemas diversos. Mientras investigaba una serie de muertes en una mina de oro en Mpumalanga, descubrió el virus Syphon Filter. Luego de esto, se unió a La Agencia y entrenó para ser bioquímico. Mujari es asesinado en el Syphon Filter: Logan's Shadow a manos del agente chino, llamado Trinidad. Su voz fue grabada por Bryan Session en la 2.ª y 3.ª entrega, y por Khary Payton en las demás entregas.
- Datos: Q2255625